# 吉原功
吉原 功（よしはら いさお、1930年3月2日 - 1985年6月10日）は、日本のレスリング選手、プロレスラー、実業家。元国際プロレス社長。岡山県出身。

## 来歴
早稲田大学レスリング部出身。1952年に東洋製鋼に入社し、同年に開催された東北3県国体を目指して日本橋浪花町にあった日本プロレス・センターに通い詰める。1953年に力道山に口説かれて日本プロレスに入門してプロレスラーとして活動した。1956年10月24日には新設された日本ライトヘビー級王座の決定トーナメント決勝戦で芳の里淳三と戦うものの0-2で敗退。後に芳の里の王座返上を受けて1960年10月19日に行われた決定戦で大坪清隆を破り第2代日本ライトヘビー級王者となる。ただし、芳の里も吉原もほとんど防衛戦をやっていない（当時日本人同士の対戦は今ほど一般的でなかった。またマッチメイクも「力道山VS大物外国人」が中心だった）ので王者としての印象は薄い。現役時代の十八番技はコブラツイスト（アバラ折り）であった。
後にフロントに転じて取締役営業部長となるが、力道山の死後の日本プロレスの経営を巡って遠藤幸吉らと対立し1966年10月に同社を退社する。リキパレスが多重に抵当を設定されていたためそれを買い取るためにスポンサーを連れて来たが、遠藤らは会社を吉原に牛耳られるのではないかと危惧し、結局買収は失敗に終わった。ちょうどその頃日本に戻っていたヒロ・マツダをエースに立て国際プロレスを設立した。以後の活動については国際プロレスの項を参照。TBSと東京12チャンネル（現：テレビ東京）で放送された国際プロレス中継（『TWWAプロレス中継』と『国際プロレスアワー』）では解説者として放送席にも座り、辛口の評論で知られていた。
元々レスリング出身という経歴のため、日本レスリング協会、中でも第3代会長の八田一朗とのつながりがあり、八田の人脈を通じて国際プロレスで初来日した選手も多く、ビル・ロビンソン、モンスター・ロシモフ（後のアンドレ・ザ・ジャイアント）など、後にブレイクした選手も少なくない。ロビンソン、ロシモフ、ジョージ・ゴーディエンコ、ホースト・ホフマンといったヨーロッパの強豪が数多く来日し、日本プロレスのアメリカルートとは一味違ったレスリングをファンに提供したのも大きな功績である。AWAの帝王であったバーン・ガニアを招聘するなど、日本プロレスとは違うアプローチで団体の色を見せた。吉原はアメリカンスタイルではなくヨーロッパスタイルのプロレスを目指していたとされており、その背景の1つとしてヨーロッパには豊富な人材があり安いギャラで参戦させることができるというものがあった。
またトップ団体の日本プロレスに対抗するため、文書による選手契約の導入・金網デスマッチ・選手入場のテーマ曲など会場でのBGM・総当たりリーグ戦でのバッドマーク・システム（リーグ戦で、各選手一定の持ち点でスタートし、負け・引き分けのたびに持ち点を減らしていき最も多くの得点が残った者が優勝、という方式。消化試合がなくなり好カードは多く実現できる、という触れ込みだった）など数々の新機軸を案出し、その中には近年のプロレス界で広く受け入れられている物も存在する。
1970年にはNWAに加盟を申請したが日本プロレスの妨害により加盟できなかった他、1973年には国際プロレス・新日本プロレス・全日本プロレスの3団体が共存共栄を図るべく、日本プロ・レスリング協会の設立を提案したことがある。
『ビッグ・サマー・シリーズ』の最終戦が行われた1973年7月15日から『第5回IWAワールド・シリーズ』開幕戦が行われた9月8日までの54日間のオフには、すでに引退していた吉原がリングに上がって試合をしたという幻の非公式巡業、通称『合宿シリーズ』が行われた。この巡業は吉原が人間ドックで運動不足を指摘されてショックを受けたことにより行われたとされており、この頃の吉原は選手とボウリング大会を開くなど積極的に運動をしていた。
国際プロレスは1981年8月9日に興行を停止して同年9月30日に消滅したため、国際プロレス解散後は保険会社のセールスマンに転身したが、1984年2月に胃潰瘍で入院。同年7月から新日本プロレスの顧問に就任したと同時にプロレス界に復帰したが、1985年6月10日、胃がんのため死去。55歳だった。
葬儀の際、国際出身者代表としてラッシャー木村が弔辞を読み上げ、木村は「我々はバラバラになってしまいましたが、国際プロレス精神を忘れずに闘っていきます」と読み上げた。
墓所は岩手県北上市にある。

## エピソード
- 現役時代、右ひじを脱臼して通院していた際、力道山に「こんな程度で医者にかかるんじゃねぇ!今日から試合に出ろ!」と言われ、腫れていた右ひじを殴られた。吉原は通院をやめて試合に出場し続けたという[2]。
- 国際プロレスの選手は吉原に信頼を寄せ、さらに絆を深めていた。
  - マスコミや国際プロレスの中継を放送していたTBS、東京12チャンネルが国際プロレスのマッチメイクを批判しても、頑なに受け付けず、マスコミやテレビ局サイドとは選手の立場で議論していた[2]。
  - 無口な性格であったが、これが国際プロレスの教育法であった他、気の優しい性格でもあった[2][11]。
  - 酒の席では選手が誰一人帰ろうとせず、自宅で選手と朝まで飲みまくっていたことは日常茶飯事であった[12][1]。
  - 吉原が入院した際、見舞金を受け取ろうとする気はなかった。しかし国際出身の選手が見舞金を渡す際に、感謝の言葉を寄せていたという[2]。
- 1972年11月27日に愛知県体育館で行われた興行は、11月21日に行われた日本プロレスとの名古屋での興行戦争となったが、すでにジャイアント馬場とアントニオ猪木が抜けた日本プロレスは弱体化しており、吉原はこの名古屋大会で「打倒日本プロレス」を果たすべく勝負をかけた。最終的に国際プロレスが勝利し、その際、吉原の喜び様は尋常ではなかったという[13]。
- 吉原の死去直後、国際出身者である国際血盟軍メンバーや将軍KYワカマツは弔意を示すかのように「打倒馬場・猪木」を誓った。ワカマツは吉原死去の翌日である1985年6月11日に東京体育館で行われた第3回IWGPリーグ戦において、マネージャーを務めておりともに吉原には恩義のあるアンドレ・ザ・ジャイアントの優勝を誓い、国際血盟軍は同年6月21日に日本武道館で行われた馬場VS木村のPWFヘビー級選手権において、木村のPWFヘビー級王座奪取を誓った他、木村のセコンドについたメンバーも弔意を示すために黒い鉢巻を締め、高杉正彦は国際時代のジャージを着用した[14]。
- 長男は吉原に柔道を習わされ、次男も、国際に対して特別な感情を持ち「親父を思っている皆さんには心から感謝しています」と話している。初めての酒は、遊びに来ていたグレート草津に「お前も飲め」と言われて飲んだという[1]。